# منگ لیلی
منگ لیلی (انگلیسی: Meng Lili; ۲۸ دسامبر ۱۹۷۹) کشتی‌گیر زن اهل چین بود. وی در بازی‌های المپیک تابستانی ۲۰۰۴ شرکت کرده‌است.